# Radio (Supersister)
Radio is een nummer van de Haagse popgroep Supersister uit 1972.
Het nummer is geschreven door de vier bandleden, Marco Vrolijk, Robert Jan Stips, Sacha van Geest en Ron van Eck en geproduceerd door Hans van Oosterhout. Het werd op single uitgebracht door Polydor met het nummer "Dead Dog" als B-kant. "Radio" is het openingsnummer van het derde album, Pudding en Gisteren, van de band. Het nummer stond vijf weken in de Nederlandse Top 40 met plek 21 als hoogste positie. In de Daverende 30 kwam het tot een 24e plaats. Tevens heeft het in vijf edities van de NPO Radio 2 Top 2000 gestaan. Het is de laatste hit die de band in de originele samenstelling zou scoren.

## NPO Radio 2 Top 2000
| Nummer met noteringen in de NPO Radio 2 Top 2000 | '00 | '01 | '02  | '03  | '04  | '05  |
| ------------------------------------------------ | --- | --- | ---- | ---- | ---- | ---- |
| Radio                                            | 930 | -   | 1396 | 1598 | 1870 | 1874 |

1. ↑  Een '-' betekent dat het nummer niet was genoteerd en een vetgedrukt getal geeft de hoogste notering aan.
2. ↑  2000 was het eerste jaar met een notering voor dit nummer.
3. ↑  Deze tabel is bijgewerkt tot en met de laatste editie (2024).